# 張氏鱥
張氏鱥（学名：Phoxinus tchangi）為輻鰭魚綱鯉形目雅羅魚科鱥屬的魚類，分布於亞洲中國及蒙古淡水流域，生活習性不明。